# Saint-Jory-de-Chalais
Saint-Jory-de-Chalais là một xã, nằm ở tỉnh Dordogne vùng Aquitaine của Pháp. Xã này có diện tích 31,73 km², dân số năm 2006 là 626 người. Xã nằm ở khu vực có độ cao trung bình 260 m trên mực nước biển.

## Thông tin nhân khẩu
| Năm    | 1962 | 1968 | 1975 | 1982 | 1990 | 1999 | 2006 |
| ------ | ---- | ---- | ---- | ---- | ---- | ---- | ---- |
| Dân số | 978  | 943  | 827  | 677  | 600  | 596  | 626  |